# Stundenuhr (Radioprogramm)

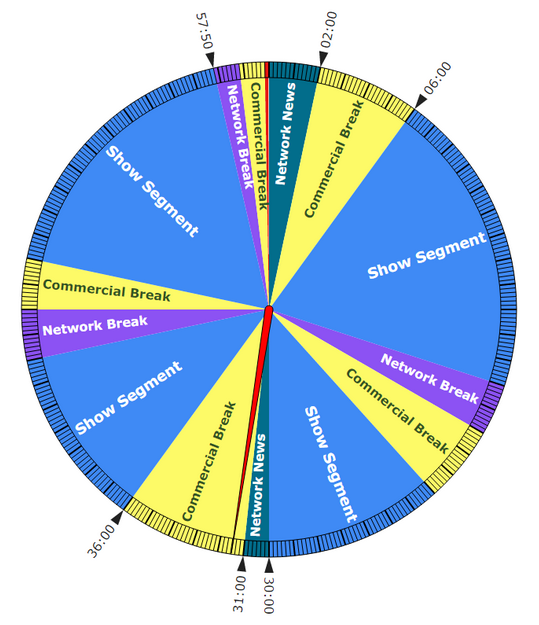
Vereinfachtes Beispiel für eine Stundenuhr (englisch)

Als Stundenuhr, Senderuhr, Programmuhr oder Hot Clock bezeichnet man bei Radioprogrammen eine Darstellung, die die Grundstruktur der Programmstunde wiedergibt, üblicherweise in Form eines runden Diagramms. Sie gibt exakt vor, wie das Programm aus verschiedenen Bestandteilen wie Wort-, Werbungs- und Musikabschnitten aufgebaut ist. Die Stundenuhr wird zumindest im Minutentakt eingeteilt, in Fällen mit besonders genauer Strukturierung wie dem Mantelprogramm von Lokalfunkprogrammen auch im Sekundentakt.
Stundenuhren wurden zunächst vor allem bei privaten Rundfunkveranstaltern eingesetzt, während öffentlich-rechtliche Betreiber mit der Einführung zögerten.

## Zweck
Die Stundenuhr ist von zentraler Bedeutung bei der Ablauforganisation von Radioprogrammen und für die Produktgestaltung und damit auch das Marketing. Sie dient zur Rationalisierung der redaktionellen Arbeit und zur Qualitätssicherung des Rundfunkprogramms. Sie hilft dabei, ein wiedererkennbares Format für ein Programm zu erstellen und soll den Hörern eine Orientierungshilfe bieten. Um die Stundenuhr einzuhalten, ist beim Hörfunk erlerntes Backtiming wichtig.

## Erstellung
Zur schnellen Erstellung von Rundfunkuhren werden verschiedene Softwarepakete und Online-Dienste angeboten wie zum Beispiel Broadcast Clock Creator und UClock.it.

## Beispiel
Insbesondere bei Informationssendern werden die Programmteile Stunde für Stunde wiederholt. Die Stundenuhr von BR24 sieht zum Beispiel 2021 wie folgt aus:
- xx.00:  Infoblock
- xx.12:  BR24 Börse
- xx.13:  BR24 Wissen kompakt
- xx.15:  Nachrichten
- xx.17:  BR24 Bayern
- xx.20:  BR24 Hintergrund bzw. Thema des Tages
- xx.25:  BR24 Kultur
- xx.28:  BR24 Service (Verkehr, Wetter)
- xx.30:  Infoblock
- xx.38:  BR24 Wirtschaft inklusive Börse
- xx.45:  Nachrichten
- xx.47:  BR24 Bayern bzw. Bayern-Thema
- xx.50:  BR24 Hintergrund
- xx.55:  BR24 Sport
- xx.58:  BR24 Service (Verkehr, Wetter)

Das „xx“ steht hier jeweils für die Stunde, z. B. Sport um 15:55, 16:55, 17:55 usw.